# Garissa
Garissa er en by i den østlige del af Kenya med et indbyggertal på cirka 65.881 (1999) indbyggere. Byen ligger tæt ved grænsen til nabolandet Somalia, og en stor del af indbyggerne er somaliere.